# 第二劉厝支線
第二劉厝支線，簡稱二劉支線，位於臺灣新北市新莊、蘆洲、五股，為臺灣省桃園農田水利會下轄新海灌區的一條灌溉圳路。第二劉厝支線自頭前庄之庄頭，分後村圳之水，沿頭前庄聚落（化成路）向北而行，經頭前庄尾、樹林頭、更寮庄，終於洲仔尾。

## 外部連結
- 新莊工作站灌溉區域分布圖 （页面存档备份，存于）
- 新海農田水利會灌溉區域圖 （页面存档备份，存于）